# Sammelurin
Als Sammelurin (auch: 24-h-Urin, 24-Std.-Urin, 24-Stunden-Sammelurin oder Sammelharn) bezeichnet man die über einen bestimmten Zeitraum gesammelte Urinmenge, im eigentlichen Sinne den 24-Stunden-Sammelurin zur Durchführung einer quantitativen Laboranalyse. Unter Umständen werden ärztlicherseits zuvor bestimmte Medikamente abgesetzt. Ebenso kann es sein, dass bereits einige Zeit vorher und während des Sammelns das Untersuchungsergebnis beeinflussende Lebensmittel vom Speiseplan vorübergehend ganz zu streichen sind.
Der Sammelurin beziehungsweise die davon entnommene Proben sind lichtgeschützt und kühl (zum Beispiel im Kühlschrank) aufzubewahren.
„In den USA wurde von den Fachgesellschaften die Sammlung des 24-h-Urins nicht mehr empfohlen, da die Sammelfehler zu häufig seien.“

## Verfahren
Zur korrekten Sammlung von Urin über den Zeitraum X geht man wie folgt vor:
- Zeitpunkt 0: Entleerung der Harnblase, am besten morgens nach dem Aufstehen. Dieser Urin wird verworfen und kommt nicht in die Sammelflasche.
- Zeitraum X: Der gesamte anfallende Urin der bestimmten Sammelperiode wird gesammelt.
- Zeitpunkt 0+X: Ende der Sammelperiode nach X Stunden. Die Harnblase muss nochmals vollständig entleert werden. Dieser Urin wird noch mit gesammelt.

Gelegentlich müssen dem Urin bereits während der Sammelperiode Chemikalien zugesetzt werden, die die zu untersuchenden Stoffe stabilisieren. Gründliches Schütteln ist nach dem Zusetzen und vor einer Probenentnahme – zum Aufschütteln von eventuellem Bodensatz – wichtig.
Die 24-Stunden-Menge an Urin kann nach Abschluss des Sammelns bestimmt werden.
Die labormäßige Untersuchung muss zeitnah erfolgen, also beispielsweise ohne dazwischen liegendes Wochenende.
Zusätze zu den 24-h-Urinsammlungen:
- 25 % Salzsäure (10 ml): Untersuchung auf Dopamin, Katecholamine, Vanillinmandelsäure, Homovanillinsäure, 5-Hydroxyindolessigsäure
- Natriumkarbonat (5 g): Untersuchung auf Porphyrine
- 5 % Thymol-Lösung (5 ml Lösung pro 1 l Urin): Untersuchung auf Citrat, Magnesium, Oxalat

„Für eine detaillierte Urinanalytik sollte Sammelurin aus zwei aufeinanderfolgenden 24-h-Sammelperioden verwendet werden. Die Stabilisierung des Sammelurins erfolgt entsprechend den Vorgaben des jeweiligen Analyselabors.“ Der Sammelurin wird gut gemischt; nur etwa 20 ml werden unter Angabe des Gesamtvolumens zum Laboratorium geschickt.